# Pierre Durand (1931)
Pierre Eugène André Durand (Verdille, 15 de diciembre de 1931-Vivy, 2 de octubre de 2016) fue un jinete francés que compitió en la modalidad de concurso completo.
Participó en dos Juegos Olímpicos de Verano en los años 1960 y 1972, obteniendo una medalla de bronce en Roma 1960 en la prueba por equipos. Ganó una medalla de bronce en el Campeonato Europeo de Concurso Completo de 1959.

## Palmarés internacional
| Juegos Olímpicos   | Juegos Olímpicos       | Juegos Olímpicos  | Juegos Olímpicos |
| Año                | Lugar                  | Medalla           | Categoría        |
| ------------------ | ---------------------- | ----------------- | ---------------- |
| 1960               | Roma (Italia)          | Medalla de bronce | Por equipos      |
| Campeonato Europeo |                        |                   |                  |
| Año                | Lugar                  | Medalla           | Categoría        |
| 1959               | Harewood (Reino Unido) | Medalla de bronce | Por equipos      |